# Powiat Preußisch Stargard
Ten artykuł należy dopracować:

przedstawiono sytuację tylko z niemieckiej perspektywy – artykuł powinien być przekrojowy.
Pomóż go poprawić. 
Powiat Preußisch Stargard (niem. Landkreis Preußisch Stargard, Kreis Preußisch Stargard; pol. powiat starogardzki) – dawny powiat na terenie Prus istniejący od 1818 do 1920. Należał do rejencji gdańskiej, w prowincji Prusy Zachodnie. Siedzibą powiatu było miasto Starogard Gdański. Teren powiatu znajduje się obecnie w województwie pomorskim.

## Historia
Powiat powstał 1 kwietnia 1818 r. Od 3 grudnia 1829 do 1878 należał do prowincji Prusy. 1 października 1887 z części terenu powiatu utworzono powiat tczewski. W latach 1920–1939 zgodnie z ustaleniami traktatu wersalskiego powiat należał do Polski. W latach 1939–1945 powiat należał do rejencji gdańskiej w okręgu Gdańsk-Prusy Zachodnie.
W 1910 na terenie powiatu znajdowało się jedno miasto (Starogard Gdański) oraz 120 innych gmin.